# Giovanni Dolfino (1617-1699)
Giovanni Dolfino (Veneza, 22 de abril de 1617 - Udine, 19 de julho de 1699) foi um cardeal do século XVIII

## Biografia
Nasceu em Veneza em 22 de abril de 1617. De família nobre. Segundo dos nove filhos do senador Niccolò Delfino e Isabetta Priuli. Os outros filhos eram Pietro, Iseppo, Dionisio, Marcantonio, Daniele I, Daniele II, Andrea e Marietta. Seu sobrenome também está listado como Dolfino, que é sua forma veneziana. Sobrinho do cardeal Giovanni Dolfino (1604). Irmão de Daniele Delfino, bispo titular de Filadélfia, coadjutor de Aquileia (1659-1689). Tio de Dionísio Delfino, patriarca de Aquileia (1699-1734). Tio do cardeal Daniello Marco Delfino (1699). Tio-avô do cardeal Daniele Delfino (1747).
Estudou assuntos gravi , bem como grego e latim, em Veneza e Pádua. Obteve o doutorado em direito.
Serviu no governo da República de Veneza. Trabalhou no senado veneziano. Embaixador de Veneza na Áustria e na França.
Eleito bispo titular de Tagaste e nomeado coadjutor com direito de sucessão de Girolamo Gradenigo, patriarca de Aquileia, em 23 de junho de 1656. O patriarca havia solicitado a nomeação. Consagrada, 30 de novembro de 1656, igreja de Santa Maria degli Angeli, Murano, por Carlo Carafa della Spina, bispo de Aversa, núncio em Veneza. Sucedeu ao patriarcado de Aquileia, em 27 de dezembro de 1657. Assistente da Capela Pontifícia, em 10 de janeiro de 1658. Governou o patriarcado por meio de seu irmão e sobrinho, que foram seus coadjutores com direito de sucessão.
Criado cardeal sacerdote no consistório de 7 de março de 1667. Participou do conclave de 1667, que elegeu o Papa Clemente IX. Recebeu o chapéu vermelho e o título de S. Salvatore em Lauro, 18 de julho de 1667. Abade commendatario de Rosazzo de 1668 até sua morte. Participou do conclave de 1669-1670, que elegeu o Papa Clemente X. Optou pelo título de Ss. Vito e Modesto, a diaconia elevou pro illa vice a título, em 19 de maio de 1670. Participou do conclave de 1676, que elegeu o Papa Inocêncio XI. Participou do conclave de 1689, que elegeu o papa Alexandre VIII. Participou do conclave de 1691, que elegeu o Papa Inocêncio XII. Autor de algumas tragédias literárias.
Morreu em Udine em 19 de julho de 1699. Transferido para Veneza e enterrado no túmulo de seus ancestrais na igreja de S. Michele di Murano.